# Clepticus africanus
Clepticus africanus là một loài cá biển thuộc chi Clepticus trong họ Cá bàng chài. Loài này được mô tả lần đầu tiên vào năm 2000.

## Từ nguyên
Từ định danh africanus bắt nguồn từ nơi đầu tiên phát hiện ra loài này, châu Phi.

## Phạm vi phân bố và môi trường sống
C. africanus có phạm vi phân bố ở Đông Đại Tây Dương. Loài này hiện chỉ được biết đến tại São Tomé và Príncipe trong vịnh Guinea. C. africanus sống xung quanh các rạn đá ngầm ở độ sâu ít nhất là đến 10 m.

## Mô tả
C. africanus có chiều dài cơ thể tối đa được ghi nhận là 20,5 cm. Cá đực và cá cái có màu xám đen đến nâu sẫm; ánh màu xanh lục ở thân trước và ánh màu xanh lam (hoặc tím) ở thân sau (cá đực ánh màu rõ ràng hơn cá cái). Màu sắc cơ thể sẫm đáng kể ở vùng đầu, phần lưng sau và trên các vây. Bụng màu trắng với vảy viền đen tạo thành họa tiết ca rô. Khu vực từ sau gáy đến gai vây lưng thứ 3–5 có màu vàng kim đến màu đồng (cá cái) hoặc ánh thêm màu xanh lục (cá đực). Mống mắt màu vàng kim pha đỏ. Vây đuôi lõm sâu với hai thùy đuôi rất nhọn, có các sợi tia vây vươn dài.
Số gai ở vây lưng: 12; Số tia vây ở vây lưng: 10; Số gai ở vây hậu môn: 3; Số tia vây ở vây hậu môn: 12; Số tia vây ở vây ngực: 17.

### Trích dẫn
- "Two new species of Creole wrasse (Labridae: Clepticus) from opposite sides of the Atlantic" (PDF). aqua, Journal of Ichthyology and Aquatic Biology. Quyển 4 số 2. 2000. tr. 67–76. {{Chú thích tạp chí}}: Đã bỏ qua tham số không rõ |authors= (trợ giúp)